# 太平 (曽応龍)
太平（たいへい）は、中華人民共和国時代に大有国を樹立し自立を称した曽応龍が建てた私年号。1985年。 

## 西暦との対照表
| 太平 | 元年   |
| 西暦 | 1985年 |
| 干支 | 乙丑   |